# Isaías Lafuente Zorrilla
Isaías Lafuente Zorrilla (Palència, 1963) és un periodista, escriptor i professor universitari espanyol.

## Dades biogràfiques
Llicenciat en Ciències de la Informació per la Universitat Complutense, va iniciar el seu treball professional a Radio Exterior de España i Radio Nacional. Ha estat subdirector del programa Hoy por hoy i del programa A vivir que son dos días de la cadena SER i ha estat analista polític als programes 59 segundos de TVE, El programa de AR de Tele 5, Madrid opina de Telemadrid, La vuelta al mundo, d'El Mundo TV, Mejor lo hablamos de Canal Sur, entre d'altres. També treballà als programes (Gente de primera i El martes que viene), a TVE, i Iñaki, los jueves a la FORTA. Forma part de l'equip del programa La ventana, amb les seves seccions "Lo que queda del día", "Unidad de vigilancia lingüística" i planteja "La polémica" del dia. A més, va ser professor associat de la Universitat Rey Juan Carlos. Isaïes Lafuente és rebesnet del poeta i dramaturg espanyol José Zorrilla, autor de Don Juan Tenorio.

## Obra principal
Entre les seves obres literàries destaquen Tiempos de hambre, una crònica de la vida quotidiana a l'Espanya de la postguerra; Esclavos por la patria, un profund estudi sobre l'explotació dels presos republicans pel règim franquista, publicat en 2002 i reeditat en 2018; La mujer olvidada, una imaginada autobiografia sobre Clara Campoamor, la dona que va conquistar el vot per a les dones espanyoles en 1931; Agrupémonos todas, una història sobre la lluita de les dones espanyoles per a aconseguir la igualtat, premiat per l'Instituto de la Mujer de la Junta de Andalucía; i El verbo se hizo polvo, un assaig sobre les destrosses i el futur de la llengua espanyola. També va escriure amb 18 anys l'obra Palencia a cualquier edad, una història de la ciutat en la qual va néixer comptada per als nens. És també un prolífic articulista. Escriu una columna setmanal en Europa Press i ha publicat desenes d'articles sobre els assumptes que ha treballat en les seves recerques.
El 2012 va obtenir el XVII Premi Nacional de Periodisme Miguel Delibes, organitzat per l' Asociación de la Prensa de Valladolid pel seu article "Sin peros en la lengua", en el qual destaca la influència del sexisme en el llenguatge. I per la seva labor en defensa del bon ús de la llengua va ser nomenat soci d'honor per la Unió de Correctors d'Espanya.
Com a membre d' Hoy por hoy ha rebut els Premis Ondas Nacional i Internacional de ràdio. A part del Miguel Delibes, també ha rebut els premis Meridiana 2004 (Instituto Andaluz de la Mujer), Hombres por la igualdad 2007 (Ajuntament de Guadalajara), Premi Clara Campoamor 2007, Premi Ana Tutor 2009 (PSOE Madrid), Premi Victoria Kent (Dones progressistes de Motril), Premi de comunicació no sexista 2014 (Associació de dones periodistes de Catalunya), entre d'altres.
En 2018 va rebre el premi Ondas per La unidad de vigilancia i el premi Millor Home Desconstruit en la XXI Edició dels Premis Dones Progressistes 2018, atorgat per la Federació de Dones Progressistes.